# Mariel Vázquez
Mariel Elena Vázquez es una bióloga matemática mexicana especializada en topología del ADN. Es catedrática en la Universidad de California en Davis, afiliada conjuntamente a los departamentos de matemáticas, de microbiología y genética molecular.

## Formación
Vázquez obtuvo una licenciatura en matemáticas en la Universidad Nacional Autónoma de México en 1995 y un doctorado en matemáticas en la Universidad Estatal de Florida en 2000. Su tesis llevaba el título Tangle Analysis of Site-specific Recombination: Gin and Xer Systems y su director de tesis fue De Witt Sumners.

## Carrera
Vázquez fue investigadora posdoctoral en la Universidad de California en Berkeley entre 2000 y 2005, donde investigó sobre modelos matemáticos y biofísicos de reparación del ADN en células humanas con Rainer Sachs como parte del grupo de radiobiología matemática. Fue profesora en el departamento de matemáticas de la Universidad Estatal de San Francisco entre 2005 y 2014, tras lo que se trasladó a la Universidad de California en Davis.

## Premios y reconocimientos
En 2011, Vázquez recibió un Premio CAREER de la Fundación Nacional de Ciencias por su estudio de los mecanismos topológicos de la ruptura de enlaces en el ADN. En 2012, fue la primera profesora de la Universidad Estatal de San Francisco en recibir el Presidential Early Career Award for Scientists and Engineers. Obtuvo una beca para el análisis computacional de la desanudación del ADN de los Institutos Nacionales de Salud en 2013. En 2016, obtuvo el Premio Blackwell-Tapia, entregado en años alternos a matemáticos que realizaron importantes contribuciones en su campo y que trabajaron para abordar el problema de la infrarrepresentación de grupos minoritarios en matemáticas. Fue elegida parte del grupo inaugural de fellows de la Asociación de Mujeres en Matemáticas. En 2020, fue elegida fellow de la American Mathematical Society «por sus contribuciones a la investigación y la divulgación de la interrelación entre la topología y la biología molecular y por su servicio a la comunidad matemática, en particular a grupos infrarrepresentados».